# Willy Gysi
Willy Gysi (Bázel, 1918. január 9. – Bern, 2001. május 12.) olimpiai bronzérmes svájci kézilabdázó.
Részt vett az 1936. évi nyári olimpiai játékokon, amit Berlinben rendeztek. A kézilabdatornán játszott, és a svájci válogatott tagjaként bronzérmes lett.